# Nicole Buffetaut
Pour les articles homonymes, voir Buffetaut.
Nicole Buffetaut, née Pigot le 2 septembre 1927 à Boulogne-Billancourt et morte le 11 juillet 2024 à Louviers, est une femme de lettres française, auteure de romans policiers et de romans historiques.

## Biographie
Nicole Buffetaut fait des études d'histoire et d'histoire de l'art.
En 1986, elle publie son premier roman, Le Mystère des petits lavoirs, grâce auquel elle est lauréate du prix du Quai des Orfèvres 1987. Délaissant le genre du roman policier, elle fait paraître ensuite plusieurs romans historiques.
Nicole Buffetaut meurt le 11 juillet 2024 à Louviers à l'âge de 96 ans,.

## Œuvre

### Romans
- Le Mystère des petits lavoirs, Éditions Fayard (1986)  (ISBN 2-213-01883-9), réédition Ysec (2010)  (ISBN 978-2-919091-04-1)
- Le Couvent du diable en Normandie, Éditions Bertout (1997)  (ISBN 2-86743-283-9)
- Maître Guillaume : apothicaire et bouffon d'Henri IV, Éditions Bertout (2002)  (ISBN 2-86743-481-5)
- Les Demoiselles de Saint-Marcouf, Éditions Bertout (2004)  (ISBN 2-86743-545-5)
- La Lande ensorcelée, Ysec Éditions (2006)  (ISBN 2-84673-072-5)
- La Prisonnière oubliée de Château-Gaillard, Ysec Éditions (2009)  (ISBN 978-2-84673-117-1)
- Avenue de Condé, Ysec Éditions (2012)  (ISBN 978-2-84673-148-5)

### Autre ouvrage
- Cuisinons sous l'Occupation, Ysec Éditions (2004)  (ISBN 2-84673-044-X)

## Prix et distinctions

### Prix
- Prix du Quai des Orfèvres 1987 pour Le Mystère des petits lavoirs[3]